# Frank Stapleton
Francis Anthony "Frank" Stapleton (Dublín, 10 de juliol de 1956) és un exfutbolista irlandès de la dècada de 1980.
Fou internacional amb la selecció de la República d'Irlanda amb la qual participà en la Copa del Món de futbol de 1990.
Pel que fa a clubs, defensà els colors de l'Arsenal FC i Manchester United FC la major part de la seva carrera.

## Palmarès
Arsenal
- FA Cup (1): 1979

Manchester United
- FA Cup (2): 1983, 1985
- FA Charity Shield (1): 1983